# Корми (футбольный клуб)
«Корми» (англ. Qormi Football Club) — мальтийский футбольный клуб из города Корми. Участвует в Премьер-лиге чемпионата Мальты по футболу.
Клуб был основан в результате слияния клубов «Qormi Youngsters» и «Qormi United» в 1961 году. От этого события и произошел девиз клуба: «Наша сила в единстве».
Клуб дебютировал в Премьер-лиге чемпионата Мальты по футболу в сезоне 2008—2009 и сразу занял 7-е место.

## Достижения
- Финалист Кубка Мальты (3): 2009/10, 2011/12, 2012/13
- Премьер-лига чемпионата Мальты по футболу 7-е место: 2008/09
- Первый дивизион чемпионата Мальты по футболу 2-е место: 2007/08, 1-е место: 2017/18